# Wesleyan University

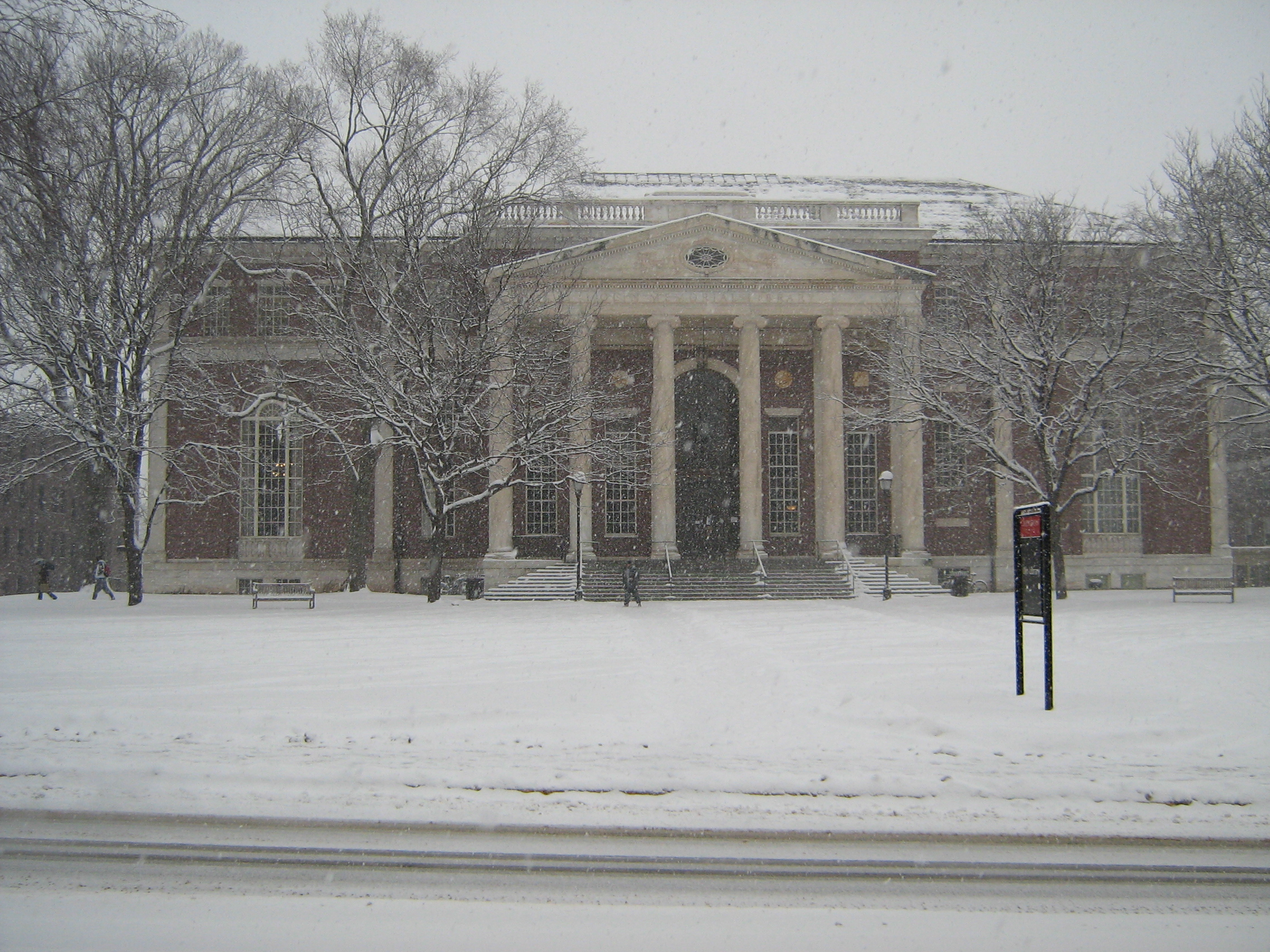
Olin Library

Die Wesleyan University ist eine Privatuniversität im US-Bundesstaat Connecticut in den USA mit einem Campus in Middletown. 

## Geschichte
Die Wesleyan University wurde 1831 von Methodisten als College für Jungen auf dem Gelände einer ehemaligen Militärakademie gegründet und erhielt ihren Namen nach dem Prediger John Wesley. 1872 war sie eines der ersten Colleges in den USA, das die Koedukation einführte. 1937 wurde sie von der methodistischen Kirche vollkommen unabhängig.

## Status
2023 belegte sie im Ranking der CWUR World University Rankings den 200. Rang der US-amerikanischen Universitäten. Unter den Liberal Arts Universitäten belegte sie hingegen aktuell den 11 Rang. Mit Stand 2023 gab es über 400 Mitarbeiter und etwa 3140 Studierende, 53 %  Frauen, 47 % Männer. 70 % der Studierenden widmen sich Sprachen.
Die Studenten geben eine eigene Zeitung heraus (The Argus). Die Universität ist Mitglied der Little Three oder Little Ivies im Hochschulsport, mit dem Williams College und Amherst College. Ihre Sportteams nennen sich The Cardinals. Die offiziellen Schulfarben sind rot und schwarz.
Berühmte Absolventen sind der Drehbuchautor Zak Penn, die Schriftsteller Robert Ludlum, Blake Nelson und Robin Cook, der ehemalige Footballspieler und Trainer der New England Patriots Bill Belichick, die Musiker der Indietronicband MGMT, der Regisseur Michael Bay und die Psychologen David McClelland, Elliot Aronson und John William Atkinson. An der Wesleyan University studierte auch die deutsche Journalistin Domenika Ahlrichs, die von August 2007 bis Ende 2009 Chefredakteurin der Netzeitung war und später stellvertretende Chefredakteurin von Zeit Online wurde. Der langjährige Tagesthemen-Moderator Ulrich Wickert studierte 1962 im Rahmen eines Fulbright-Stipendiums für ein Jahr an der Wesleyan.

## Davison Art Collection
Die Davison Art Collection an der Wesleyan University unterstützt Lehre, Lernen und Forschung in ihrem Studienraum und mit Wechselausstellungen aus ihren Beständen. Sie konzentriert sich hauptsächlich auf Grafik, 18.000 Drucke, und 6000 Fotografien. Daneben gibt es eine kleine Anzahl von Gemälden und dreidimensionale Objekte (einschließlich Künstlerbücher, Skulpturen und andere Objekte). Die Sammlung der Druckgraphik beinhaltet hervorragende Blätter von Albrecht Dürer, Goya, Rembrandt bis hin zu Jasper Johns und Kara Walker.
Sie war bis 2019 im Alsop House untergebracht, das als U.S. National Historic Landmark ausgewiesen ist. Jetzt befindet sie sich in der Olin Memorial Library. Als Ausstellungsräume dient die Anne Goldrach Gallery im Pruzan Art Center, das 2024 eröffnet wurde. Die Sammlung ist auch durch eine online-Datenbank erschlossen.

## Trivia
- Die Protagonisten der Fernsehserie How I Met Your Mother, Ted, Marshall und Lily, studierten dort. Die Autoren der Sendung, Carter Bays und Craig Thomas, sind Absolventen der Wesleyan.
- Andrew VanWyngarden und Ben Goldwasser, Gründer der US-amerikanischen Indietronic Band Mgmt, lernten sich auf der Wesleyan University in Connecticut beim Studium experimenteller Musik kennen und begannen, ihre gemeinsamen Vorstellungen zusammen in Kurzauftritten vor studentischem Publikum umzusetzen. Dabei traten sie regelmäßig innerhalb der Universität auf.